# يعقوبية حثرية الورق
يعقوبية حثرية الورق أو شيخة حثرية الورق (الاسم العلمي: Jacobaea erucifolia)، نوع نبات من جنس اليعقوبية وفصيلة النجمية.

## التوزيع
مواطنها الأصيلة في:ألبانيا، ألتاي، النمسا، دول البلطيق ، بيلاروسيا، بلجيكا، بلغاريا، بورياتيا، روسيا الأوربية الوسطى، الصين الشمالية الوسطى، جنوب وسط الصين، جنوب شرق الصين ، تشيتا، كورس، تشيكوسلوفاكيا، الدنمارك، روسيا الأوربية الشرقية، فرنسا ، ألمانيا، بريطانيا العظمى، اليونان، المجر، منغوليا الداخلية، إيران، أيرلندا، إيركوتسك، إيطاليا، اليابان، كازاخستان، قيرغيزستان، كوريا، كراسنويارسك، القرم، منشوريا، منغوليا، هولندا، شمال القوقاز ، روسيا الأوربية الشمالية، بولندا، البرتغال، بريموري ، تشينغهاي ، رومانيا، روسيا الأوربية الجنوبية، إسبانيا، السويد، سويسرا، طاجكستان، تركيا، توفا، أوكرانيا، غرب سيبيريا، ياقوتيا، يوغوسلافيا.